# Lanurile, Buzău
Lanurile (în trecut, Socariciu și Nicolae Fleva) este un sat în comuna Ziduri din județul Buzău, Muntenia, România. Se află în zona de câmpie din nord-estul județului.
La sfârșitul secolului al XIX-lea, satul se numea Socariciu și era unicul sat al comunei cu același nume din plasa Râmnicul de Jos a județului Râmnicu Sărat. Comuna Socariciu avea 820 de locuitori, o biserică ortodoxă fondată în 1864 și o școală mixtă înființată în 1874. În 1925, comuna fusese trecută la plasa orașul din același județ și avea 736 de locuitori. În 1931, comuna purta numele de Nicolae Fleva și avea în compunere și satul Heliade Rădulescu.
În 1950, comuna a fost trecută în componența raionului Râmnicu Sărat din regiunea Buzău și apoi (după 1952) din regiunea Ploiești. Comuna Socariciu a fost la un moment dat desființată, iar satul a fost arondat comunei Ziduri. În 1964, satul a luat numele actual, de Lanurile. În 1968 comuna Ziduri, cuprinzând și satul Lanurile, a fost transferată la județul Buzău, în structura ei actuală.